# Oxyagrion simile
Oxyagrion simile – gatunek ważki z rodziny łątkowatych (Coenagrionidae). Występuje na terenie Ameryki Południowej.